# Désignation de Flamsteed
 (signalé en juillet 2025).
Si vous disposez d'ouvrages ou d'articles de référence ou si vous connaissez des sites web de qualité traitant du thème abordé ici, merci de compléter l'article en donnant les références utiles à sa vérifiabilité et en les liant à la section « Notes et références ».
- Archive Wikiwix
- Bing
- Cairn
- DuckDuckGo
- E. Universalis
- Gallica
- Google
- G. Books
- G. News
- G. Scholar
- Persée
- Qwant
- (zh) Baidu
- (ru) Yandex
- (wd) trouver des œuvres sur Wikidata

Pour les articles homonymes, voir Flamsteed.

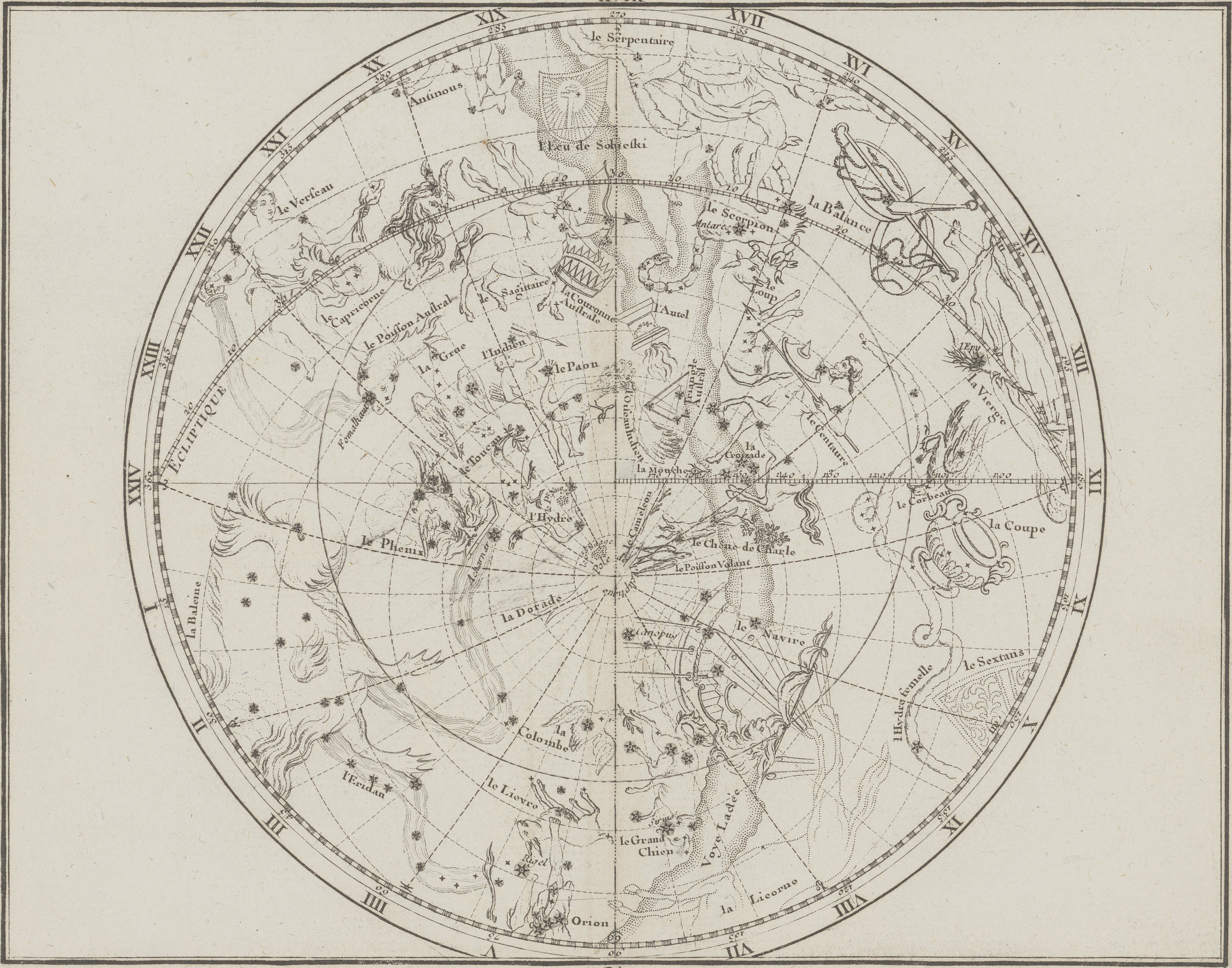
représentation de l'Hémisphère nord provenant de l'atlas céleste l'Atlas Coelestis de John Flamsteed

En astronomie, certaines étoiles ont une désignation de Flamsteed. Cette désignation est similaire à la désignation de Bayer, mais elle utilise un nombre en lieu et place d'une lettre grecque. On assigne ainsi à chaque étoile un nombre suivi du génitif latin de la constellation dont elle fait partie.
À l'origine, les nombres étaient assignés dans l'ordre croissant de l'ascension droite des étoiles dans chaque constellation, mais le phénomène de précession a légèrement dérangé cet ordonnancement dans quelques cas.
Cette méthode de désignation stellaire apparut pour la première fois dans une version préliminaire de Historia coelestis Britannica de l'astronome John Flamsteed qui fut publiée par Edmond Halley et Isaac Newton en 1712 sans l'accord de l'auteur. La version définitive du catalogue d'étoiles, publiée à titre posthume en 1725, omettait par ailleurs toute mention des nombres.
La désignation de Flamsteed connut une popularité croissante au cours du XIXe siècle et elle est utilisée de nos jours lorsqu'aucune désignation de Bayer n'existe pour l'étoile considérée, comme 51 Pegasi ou 61 Cygni.
Comme pour la désignation de Bayer, certaines étoiles possèdent une désignation de Flamsteed portant sur des constellations auxquelles elles n'appartiennent pas, à cause des compromis réalisés lors du tracé moderne des constellations. Également, le catalogue dressé par Flamsteed ne contenait que des étoiles visibles du Royaume-Uni ; en conséquence, aucune étoile des constellations les plus au sud ne porte de désignation de Flamsteed.
Quelques objets de la désignation correspondent en réalité à des erreurs faites par Flamsteed. C'est notamment le cas de 3 Cassiopeiae, résultant probablement d'une confusion entre plusieurs étoiles, et de 34 Tauri, correspondant en réalité à une observation de la planète Uranus.

## Liste des constellations utilisant des désignations de Flamsteed
Les étoiles de 52 constellations utilisent des désignations de Flamsteed :
- Aigle
- Andromède
- Balance
- Baleine
- Bélier
- Bouvier
- Cancer
- Capricorne
- Cassiopée
- Céphée
- Chevelure de Bérénice
- Chiens de chasse
- Cocher
- Corbeau
- Coupe
- Couronne boréale
- Cygne
- Dragon
- Dauphin
- Éridan
- Flèche
- Gémeaux
- Girafe
- Grand Chien
- Grande Ourse
- Hercule
- Hydre
- Lézard
- Licorne
- Lièvre
- Lion
- Lyre
- Lynx
- Ophiuchus
- Orion
- Pégase
- Persée
- Petit Cheval
- Petit Chien
- Petit Lion
- Petit Renard
- Petite Ourse
- Poissons
- Poisson austral
- Sagittaire
- Scorpion
- Serpent
- Sextant
- Taureau
- Triangle
- Verseau
- Vierge

De plus, plusieurs étoiles de la Poupe, ainsi que quelques étoiles Centaure et du Loup, se sont vu attribuer des désignations de Flamsteed.